# Józef Michał Razowski
Józef Michał Razowski (ur. 9 lutego 1896 w Krakowie, zm. 19 czerwca 1960 w Krakowie), polski entomolog amator.

## Życiorys
Razowski zbierał motyle i chrząszcze w Pieninach i okolicach Krakowa. U schyłku życia prowadził badania nad cyklem życiowym molowców (Microlepidoptera) i nad ich pasożytami. Rezultatów tych badań nie opublikował, ogłosił natomiast drukiem Materiały do znajomości biologii zwojkówek (Tortricidae) ("Polskie Pismo Entomologiczne", 1960, nr 30). Współautorem tej publikacji był jego syn, również Józef, późniejszy profesor entomologii i członek Polskiej Akademii Umiejętności.
Należał do aktywistów krakowskiego oddziału Polskiego Towarzystwa Entomologicznego.